# Gug Skole
Gug Skole er en folkeskole, beliggende i Gug. Der findes fra børnehaveklasse til 9. klasse på skolen. Der er på hver årgang mellem 3 og 5 klasser. Pr. 19. maj 2013 var der 810 elever, med henholdsvis 417 piger og 393 drenge, og dermed en af Aalborg Kommunes største folkeskoler.
|  | Denne artikel om en bygning eller et bygningsværk kan blive bedre, hvis der indsættes et (bedre) billede. Du kan hjælpe ved at afsøge Wikimedia Commons for et passende billede eller lægge et op på Wikimedia Commons med en af de tilladte licenser og indsætte det i artiklen. |

| Skole | Spire Denne artikel om en skole, en uddannelsesinstitution eller uddannelse er en spire som bør udbygges. Du er velkommen til at hjælpe Wikipedia ved at udvide den. |

57°00′19″N 9°55′51″Ø / 57.005376°N 9.930798°Ø